# Campylopus durelii
Campylopus durelii là một loài rêu trong họ Dicranaceae. Loài này được Gangulee mô tả khoa học đầu tiên năm 1964.